# Paroreomyza maculata
El alauahio de Oahu (Paroreomyza maculata) es una especie de ave paseriforme de la familia Fringillidae. Es endémica de la isla hawaiana de Oahu.  
Está en peligro crítico o posiblemente extinto a causa de las enfermedades (malaria aviar), fauna y plantas introducida e invasoras y a la pérdida de hábitat. El último registro confirmado se produjo en 1985, aunque todavía se presentan informes no confirmados.